# الإعاقة في بابوا غينيا الجديدة
الإعاقة في بابوا غينيا الجديدة تُعَدّ قضية مستمرة تثير القلق، نظرًا للقصور في البنية التحتية، ما يقيّد وصول الأشخاص ذوي الإعاقة إلى الخدمات الأساسية مثل التعليم، والرعاية الصحية، والتوظيف، والنقل العام. وتُشكّل صعوبات الوصول أحد أبرز التحديات، خصوصًا للأطفال والنساء من ذوي الإعاقة، الذين يواجهون عقبات كبيرة في الوصول إلى الخدمات الصحية والتعليمية ومرافق الحكومة والنقل العام.

## حقوق الأشخاص ذوي الإعاقة
وقد اعترفت الحكومة رسميًا بحقوق الأشخاص ذوي الإعاقة، إلا أن تفعيل هذه الحقوق على أرض الواقع يتطلب تطوير أطر قانونية وتنظيمية فعّالة، وتوفير الموارد المالية الكافية، إلى جانب تعزيز التنسيق الوطني والقيادة السياسية لضمان شمولية السياسات.
وفي إطار مبدأ "عدم ترك أحد خلف الركب"، تدعم منظمات مثل هيئة الأمم المتحدة للمرأة جهود الحكومة في تعزيز المشاركة المدنية للأشخاص ذوي الإعاقة، وتنفيذ اتفاقية حقوق الأشخاص ذوي الإعاقة، وتحقيق أهداف أجندة الأمم المتحدة للتنمية المستدامة 2030، بما يشمل الإدماج والعدالة الاجتماعية.